# Tinocallis ulmifolii
Tinocallis ulmifolii är en insektsart som först beskrevs av Monell 1879.  Tinocallis ulmifolii ingår i släktet Tinocallis och familjen långrörsbladlöss. Inga underarter finns listade i Catalogue of Life.